# Миристиновая кислота
Миристиновая кислота  (тетрадекановая кислота) С13Н27COOH — одноосновная предельная карбоновая кислота.

## Получение
Получают, в основном, из мускатного масла, состоящего, главным образом, из твёрдого триглицерида миристиновой кислоты и добываемого прессованием орехов мускатного дерева (Myristica moschata), a также из масла плодов других видов рода Myristica омылением и перегонкой в разрежённом пространстве. 

## Нахождение в природе
Находится в изобилии в виде того же триглицерида в масле яванского миндаля (Canarium commune), содержится в многих других растительных маслах: масло укууба (Virola surinamensis) (73 %),  масло пальмы мурумуру (Astrocaryum murumuru) (36,9 %), масло пальмы тукума (Astrocaryum vulgare) (21,6—26 %), масло бабассу (20 %), кокосовое масло (15—23 %), пальмоядровое масло (15—20%), масло чаульмугра (Hydnocarpus kurzii) (5,9 %), пальмовое масло  (0,5—2 %), кукурузное масло  (0,1—1,7 %), масло из мякоти плодов пекуи (Caryocar brasiliense) (1,5 %), масло марула (Sclerocarya birrea) (менее 1,5%), масло из косточек пекуи (Caryocar brasiliense) (1,4%), хлопковое масло (0,3—0,4 %).

## Свойства
Миристиновая кислота кристаллизуется в виде листочков. tпл = 54 °C, tкип = 248 °C (при 100 мм. рт. ст.). Легкорастворима в спирте и диэтиловом эфире и нерастворима в воде. Входит в класс насыщенных жирных кислот.

## Влияние на память и другие жирные кислоты
При формировании памяти в клетках мозга подопытных крыс повышается концентрация насыщенных жирных кислот, особенно миристиновой кислоты. Эта кислота, например, содержится в кокосовом масле. О неожиданной находке сообщили исследователи из Университета Квинсленда (Австралия). 
«Мы исследовали изменение концентрации наиболее распространённых жирных кислот при формировании памяти» — пояснил один из авторов исследования, доктор Тристан Уоллис (Tristan Wallis). Ранее учёные показали, что уровни насыщенных жирных кислот повышаются при образовании межнейрональных связей в клеточной культуре. 
При назначении подопытным крысам препарата, блокирующего процессы обучения и памяти, концентрация жирных кислот оставалась без изменений.